# ニューヨーク・ニューヨーク (漫画)
『ニューヨーク・ニューヨーク』は、羅川真里茂による少女漫画作品。白泉社『花とゆめ』にて、1995年19号から1998年14号まで休載をはさみながら連載された。

## 概要
ゲイの男性を主人公にしたシリアスな話。BL的な内容ではなく、ゲイである事を隠して生活をする難しさやそれに伴うジレンマ、ゲイへの偏見や弾圧、肉親への罪悪感、エイズ (HIV)、更にはゲイカップルが養子を取る事で発生する問題まで、現実に生活しているゲイの人々が直面している、あるいはするであろう極めて深刻なテーマを多岐に渡って扱っている。
コミックスは全4巻。文庫本は全2巻。2000年にドラマCDが発売された。

## あらすじ
ニューヨーク州クイーンズで警官を勤めるケイン・ウォーカーはゲイだった。普段は異性愛者を演じている生活に疲れ、渇きを潤すためにゲイ・ネイバフッズ（ゲイ地域）に脚を運ぶ生活を続けていた。特定の恋人は作らず、ゲイバーで気に入った相手を引っ掛けては一夜だけのセックスの関係を楽しむ事にしていた。
ある晩、ゲイバーに好みの金髪碧眼であるメル・フレデリクスが訪れる。お互いを一目で気に入った2人は、ケインのアパートで飲み直し、ケインは自分の性の初体験は女性である事やゲイだと気付いた事、メルは恋人と別れ手首を切って自殺未遂した事を話した。その晩2人はセックス無しで夜を共にし、翌朝まだ眠っているケインを置いてメルは玄関の鍵をポストに入れ、アパートを後にした。メルが出て行った直後に目を覚ましたケインが慌ててアパートの窓から通りを見下ろすと、メルは笑顔で手を振って去って行くところだった。ケインは、住所も電話番号も聞かなかったことを後悔する。
その夜、ケインは再びマンハッタンに出てメルを探すが出会えず、メルのような金髪の男性を自分のアパートに連れ帰ったところ、アパートの階段でメルとすれ違う。アパートの玄関のドアには、メルからの伝言が書かれた紙が挟まれ、そこにはメルの住所と電話番号、仕事が休みの日が書かれていた。
翌日、メルの部屋に巡回中のケインが警官の制服で現れる。ケインのアパートをメルが訪れ、ケインは肉体的にも精神的にも今までで一番満たされたセックスをした。以後、2人は時に苦難に見舞われながらも良好な関係を築き、ケインは両親に自分がゲイである事を打ち明け、恋人としてメルを紹介することを決めた。

## 登場人物
ケイン・ウォーカー声 - 中井和哉
本作の主人公。ニューヨーク市警所属の警官。ゲイ。登場時25歳。マサチューセッツ州ミドルセックス、ニュートン出身。両親との3人家族。メルとは恋人→養子縁組によってできた夫婦関係。85歳没。
メル・フレデリクス声 - 石川英郎
コーヒーショップのウェイター。登場時22歳。ニューヨークアッパーマンハッタンハーレムの近くで生まれ育った。母の自殺後、血縁関係の無い伯母夫婦に育てられたが、義父（義理の伯父）から性的虐待を受け、高校在学中に家出した。天涯孤独。かつて、ジョシュアに裏切られて自殺未遂を図った。腎臓癌により52歳で死去。
ダニエル・ハワード声 - 野島健児
ケインの元同僚。ヘロインの密輸に関わり、偶然居合わせたメルを強姦した上、口封じに彼を殺そうとするが、警官に射殺される。実はゲイであり、ケインに好意を抱いていた。
ブライアン・バーグ声 - 西村知道
ニューヨーク市警巡査部長。ケインの上司。異性愛者なのに、ケインとメルの結婚式にも参列する、2人の数少ない理解者。
ジョシュア・ブロンソン
メルの元彼。モデルで両刀。気に入った相手とは誰とでも寝る。
J・B
メルが勤めるゲイバーのオーナー。ゲイ。メルにとっては居心地が良いが、ケインは当初反対した。本名不明。
ジョージ・ウォーカー
ケインの父親。高校教師。教え子にゲイである悩みを相談された経験がある。83歳没。
エイダ・ウォーカー声 - 菅谷政子
ケインの母親。2度流産したが故に、息子を溺愛している。ケインがマサチューセッツではなくニューヨークの大学を選んだ時には号泣した。敬虔なクリスチャン。最終的には2人の関係を受け入れ、結婚の報告を受けた時には花を贈った。88歳没。
デイビス・オマッティ
ケインの高校時代の友人。異性愛者。
シャーリー・ロウ
エイダの高校時代からの親友。レズビアンか両刀らしい。高校時代の同級生（ヘザー）がレズビアンであった事をエイダに伝えた。
ゴーシュ・ストーンマン
ケインの同僚。ユダヤ人。ゲイバーで顔を合わせた事からお互いにゲイだと悟り、暗黙の了解としてお互いに何も言わない関係を作った。既婚者。作中HIVに感染し死亡。
ナスターシャ・ストーンマン
ゴーシュの妻であり、彼がゲイである事を知っている。それでも夫を深く愛していたが、娘が生まれてからは一度も性生活はない。
メリッサ・ストーンマン
ゴーシュとナスターシャの娘。
ベイカー
ニューヨーク市警の署長。
マチルダ・バーグ
ブライアンの妻。夫と共にケインとメルの結婚式に参列。
ジョーイ・クライン / テッド声 - 古澤徹
表向きはロベルトの下でバンガローの管理をしている連続殺人鬼。金髪碧眼の男女のみを狙って誘拐し監禁、強姦後に拷問して殺害している（作中では8人）。最後はルナに射殺される。
ルナ・ピッツバーグ声 - 折笠愛
FBI捜査官。ジョーイの異母姉。ケインにジョーイ・クライン連続殺人事件への参加を要請。後にFBIを退職した後、ジョーイの物語を執筆し、その作品は映画化もされた。
エリック声 - 石田彰
ジョーイの異母弟。冷淡な家族の中で、唯一ジョーイに温かく接した。後にジョーイと共に暮らすが、意見と価値観の相違から別離した後に死亡する。画家志望だった。
トム・クライン
ジョーイ・エリック・ルナの父親。ギャンブル好きで酒癖が悪く、いつも虐待を行っていた。離婚後、ジョーイと暮らすようになるが、後に彼に殺害される。
ロベルト・ティーノ
ジョーイにバンガローの管理を任せている大企業の社長。イタリア系。
ジェシカ・ランガー
ジョーイに殺害された被害者。ロベルトの愛人で高級娼婦。
エドモンド・グレイ
ジョーイに殺害された被害者。
モーガン
FBIニューヨーク支局の捜査官。ジョーイに殺害される。
グレン
FBIニューヨーク支局の捜査官。ジョーイに殺害される。
エミリ・グレイ
エドモンド・グレイの妻。妊娠中。
ウィズナー
ジェシカ・ランガーの検死を担当した検死医。
ジョーンズ
ケインの同僚。ケインがゲイである事が発覚した後露骨に嫌悪感を示し、「ケインのロッカーに侮辱的な落書き」「人前でなじる」等、悪質な嫌がらせを繰り返し、後にケインの拳で殴られた。
エリカ・ウォーカー
養護施設にいた孤児。実の母親が麻薬中毒で子供を育てられないため養護施設に預けられていたが、ケインとメルの養子になった。
マシュー・ライアン / マット声 - 保志総一朗
エリカの夫。愛称「マット」。記者志望だったが最終的にはフリーランスライターに。エリカと結婚後、ケインとメルの物語『ニューヨーク・ニューヨーク』を執筆した。
エミリ
エリカの娘で、ケインの孫。
メル
エリカの孫で、ケインの曾孫。

## 書誌情報
- 羅川真里茂 『ニューヨーク・ニューヨーク』 白泉社〈ジェッツコミックス〉、全4巻
  1. 1998年3月発売、ISBN 4-592-13178-9
  2. 1998年5月発売、ISBN 4-592-13342-0
  3. 1998年8月発売、ISBN 4-592-13343-9
  4. 1998年11月発売、ISBN 4-592-13344-7
- 羅川真里茂 『ニューヨーク・ニューヨーク』 白泉社〈白泉社文庫〉、全2巻
  1. 2003年3月14日発売、ISBN 4-592-88428-0
  2. 2003年6月13日発売、ISBN 4-592-88429-9